# گل‌گهر کولتر
گل‌گهر کولتر (نام علمی: Caulanthus coulteri) نام یک گونه از سرده گل‌گهر است.